# أوشيا جاكسون جونيور
أوشيا جاكسون جونيور (بالإنجليزية: O'Shea Jackson Jr.) ولد في 24 فبراير، 1991 في مدينة لوس أنجلوس في الولايات المتحدة الأمريكية ممثل ومغني راب أمريكي، وهو ابن مغني الراب الشهير آيس كيوب سبق وأن قدم حياة والده الفنية في فيلم الخروج من كومبتون والذي يعد أول أفلامه السينمائية.
بدأت مسيرته الفنية عندما قرر والده ايس كيوب ان يصنع فلم عن قصته في فرقته القديمة في القناة وذلك عن طريق تمثيل ولده لدور ابيه ومنها أصبح فنانآ

## أفلام
| السنة | الفيلم            | الدور          | ملاحظات أخرى |
| ----- | ----------------- | -------------- | ------------ |
| 2015  | الخروج من كومبتون | آيس كيوب       | دور رئيسي    |
| 2017  | إنغريد تذهب للغرب | إنغريد ثوربورن |              |
| 2018  | وكر اللصوص        | دوني ويلسون    | [ 5 ]        |

## المسيرة الغنائية
| السنة | الاسم        | النوع              |
| ----- | ------------ | ------------------ |
| 2012  | أسرق الألحان | شريط مختلف الأغاني |
| 2014  | يا إلهي      | أغنية منفردة       |
| 2015  | ليس لا مكان  | أغنية منفردة       |

## روابط خارجية
- أوشيا جاكسون جونيور على موقع IMDb (الإنجليزية)
- أوشيا جاكسون جونيور على موقع ألو سيني (الفرنسية)
- أوشيا جاكسون جونيور على موقع ميوزك برينز (الإنجليزية)
- أوشيا جاكسون جونيور على موقع أول موفي (الإنجليزية)
- أوشيا جاكسون جونيور على موقع أول ميوزيك (الإنجليزية)
- أوشيا جاكسون جونيور على موقع ديسكوغز (الإنجليزية)
- أوشيا جاكسون جونيور على موقع قاعدة بيانات الفيلم (الإنجليزية)
- أوشيا جاكسون جونيور على موقع كينوبويسك (الروسية)